# Rougette de Pignan

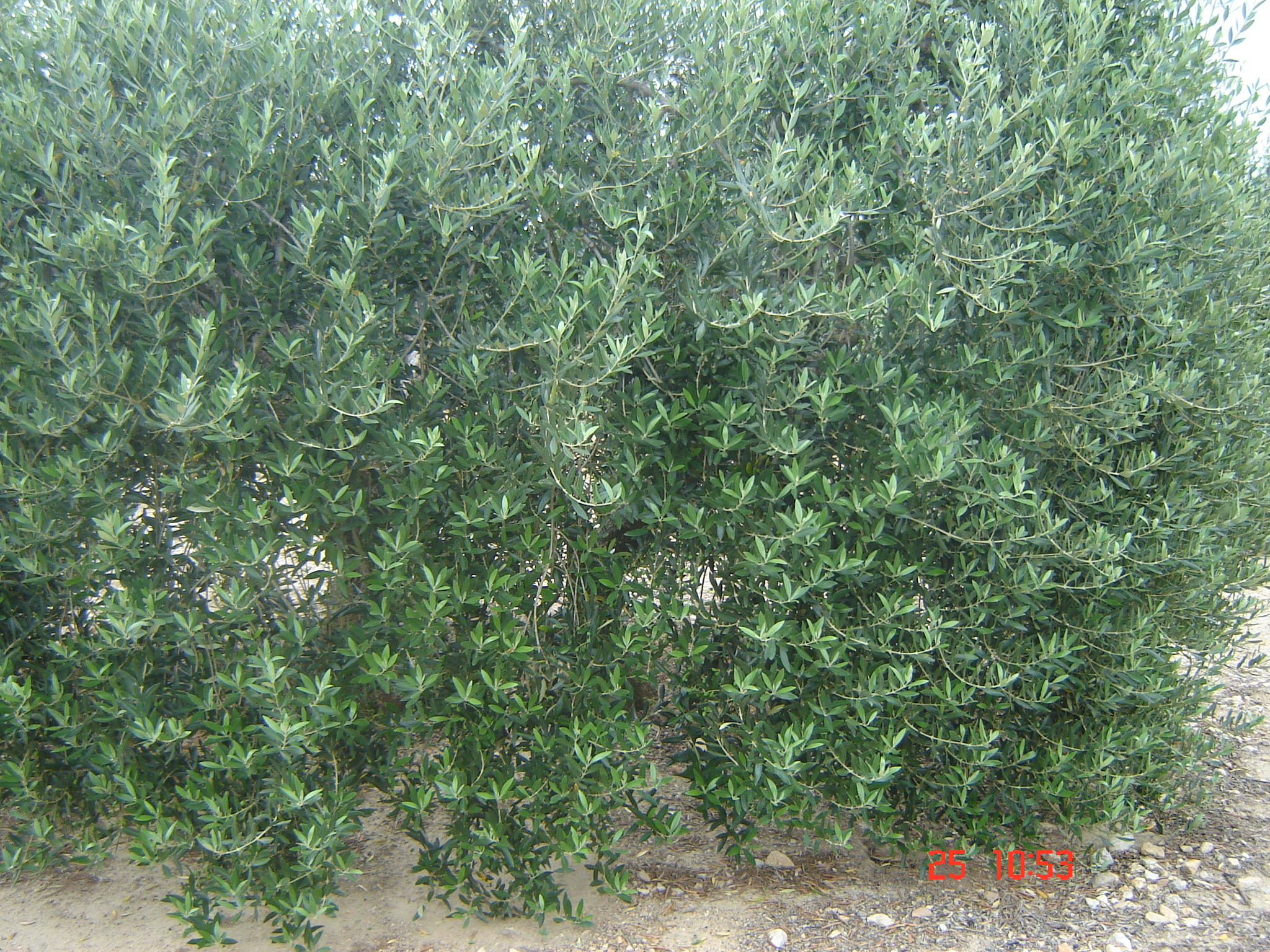
Rougette de Pignan parcelle de référence chez M. Maurice Serre.

La Rougette de Pignan est une variété d'olive française originaire du département de l'Hérault et plus particulièrement de la commune de Pignan. Elle est officiellement reconnue comme variété. L'olivier de cette variété commence à être exporté hors de Pignan.

## Origine
Après le gel catastrophique qui ravagé les oliveraies françaises en 1956, des oliveraies ont été abandonnées. Des oléiculteurs acharnés ont remarqué que certains rejets de souches donnaient des olives rondes, remarquables, de couleur rougeâtre qu'ils ont baptisées du nom générique de « Rougettes ». La Coopérative oléicole de Pignan qui renaissait de ses cendres s'est intéressée à ces olives et à leur huile. Ainsi a été identifiée la variété Rougette de Pignan.

## Synonymes
Il n'y a pas de synonymes connus.

## Identification variétale

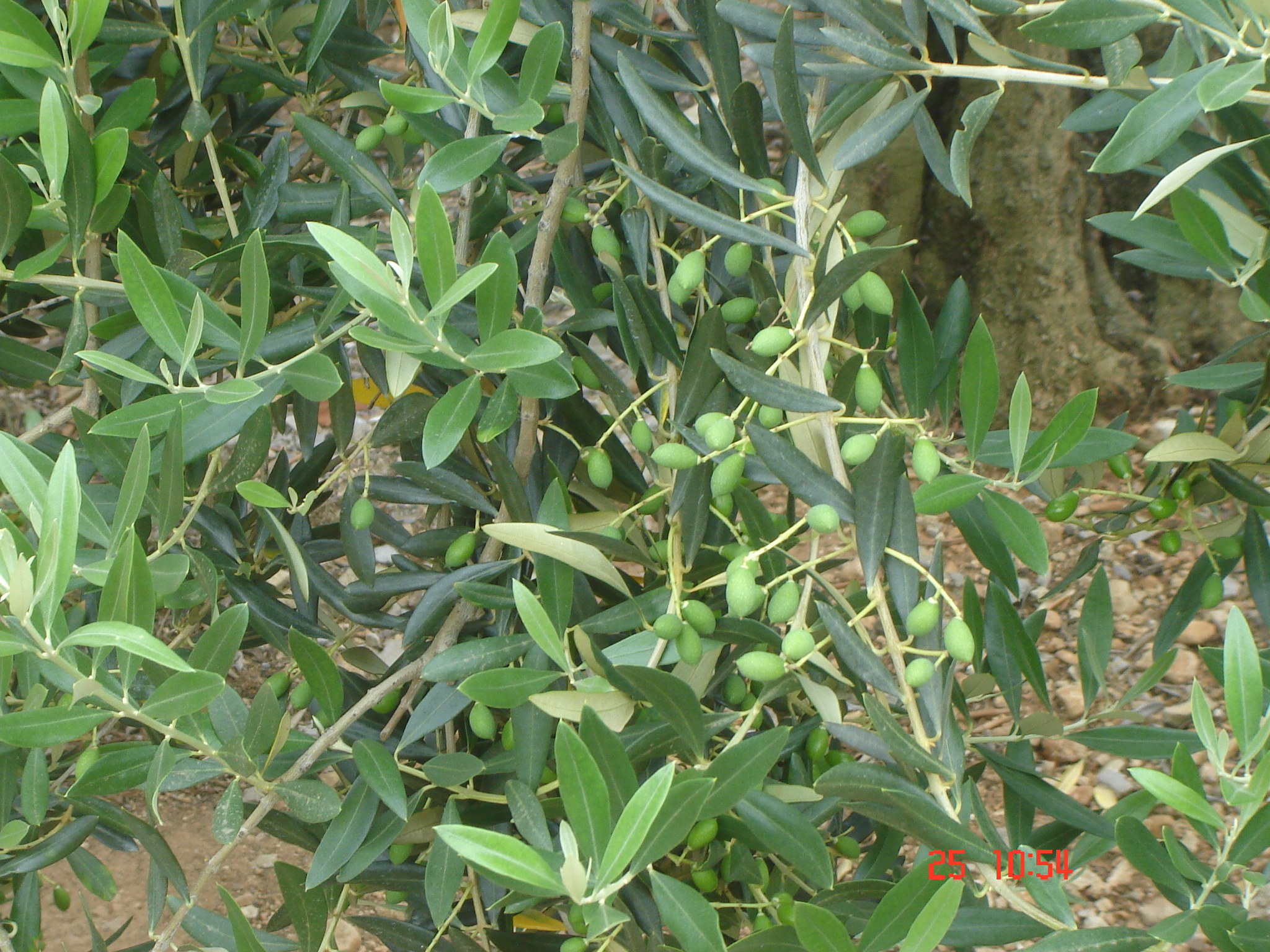
Fruit de Rougette de Pignan sur l'arbre.

- Port : c'est un arbre au port étalé.
- Feuilles : les feuilles sont de longueur et de largeur moyennes. Elles ont une courbure transversale en gouttière et une face supérieure luisante.
- Fruits : les fruits sont de forme ovoïde, leur base est tronquée et le sommet est arrondi, sans aucun mamelon. Les lenticelles sont petites. Les fruits sont peu groupés.
- Noyau : le noyau est elliptique, légèrement asymétrique, avec un mucron, portant peu de sillons fibrovasculaires groupés.

## Agronomie
- Multiplication : c'est un cultivar difficile à multiplier par bouturage pour des non-professionnels ; le greffage est également délicat.
- Croissance : la croissance des jeunes plants est vigoureuse à élever. La vigueur de l'arbre adulte est moyenne à forte.
- Sensibilités : cet arbre est résistant au froid, ce qui explique sa renaissance après le gel de 1956 dans la région de Pignan.
- Floraison : la floraison est bonne.
- Production : La mise à fruit est rapide, la tendance à l'alternance est faible.
- Olives : principalement destinées pour l'huile, récoltées de mi-novembre à mi-décembre.

## Caractéristiques des produits
L'huile produite est douce, peu ardente et très peu amère. Elle développe des arômes de pomme mûre, de coing, de noisette fraîche et d'amande verte. C'est une huile au fruité léger, très agréable.
On ne connaît pas de production en vert ni en noir comme olive de table.

## Sources